# Raúl Osella
Raúl Alberto Osella (Morteros, Argentina, 8 de junio de 1984) es un futbolista argentino que juega como defensor. Actualmente milita en el FC Ibach de Suiza.
Participó en la selección Argentina Sub-17, en el mundial 
2001 en Trinidad y Tobago, donde fue titular y una de las figuras del mundial.

## Trayectoria
Raúl Alberto Osella se inició en las inferiores de Boca Juniors y debutó ahí el 6 de julio de 2003 en el partido Rosario Central 7-2 Boca Juniors, se fue del club en el 2004 a Tiro Federal de Rosario, donde jugó 15 partidos obteniendo el ascenso a primera división del fútbol Argentino. En 2005 se fue a Italia para jugar en el Oggiono. Y en el 2007 se fue a Suiza para jugar en el FC Locarno de la Challenge League, donde jugó 47 partidos marcando 4 goles. En julio del 2009 regresa a Argentina para jugar en Tiro Federal y Deportivo Morteros hasta junio de 2013.

## Clubes
| Club                              | País      | Año           |
| --------------------------------- | --------- | ------------- |
| Boca Juniors                      | Argentina | 2003-2004     |
| Tiro Federal                      | Argentina | 2004-2005     |
| Oggiono                           | Italia    | 2005-2006     |
| FC Locarno                        | Suiza     | 2007-2009     |
| Tiro Federal y Deportivo Morteros | Argentina | 2009-2013     |
| FC Locarno                        | Suiza     | 2013-2014     |
| FC Ibach                          | Suiza     | 2014-Presente |

- Datos: Q6101355